# Dianella brevipedunculata
Dianella brevipedunculata är en grästrädsväxtart som beskrevs av Rodney John Francis Henderson. Dianella brevipedunculata ingår i släktet Dianella och familjen grästrädsväxter. Inga underarter finns listade i Catalogue of Life.